# Stylidium merrallii
Stylidium merrallii är en tvåhjärtbladig växtart som beskrevs av Ferdinand von Mueller. Stylidium merrallii ingår i släktet Stylidium och familjen Stylidiaceae. Inga underarter finns listade i Catalogue of Life.